# José Teles Pereira
José António Pires Teles Pereira (Lisboa, 13 de Junho de 1957) é um magistrado português, actual Juiz Conselheiro do Tribunal Constitucional.

## Carreira
Licenciado em Direito pela Faculdade de Direito da Universidade de Lisboa em 1981, José Teles Pereira fez carreira na Magistratura Judicial, iniciando funções em 1983.
Exerceu funções como Juiz de Direito em Lisboa (estágio), Reguengos de Monsaraz, Vila Viçosa, Évora (Círculo Judicial), Lisboa (Juízos Cíveis), Elvas (Tribunal Militar Territorial de Elvas) e Portalegre (Círculo Judicial).
Foi nomeado Juiz-Desembargador em 2005, tendo exercido funções na Secção Cível do Tribunal da Relação de Coimbra de 2006 a 2015.

## Tribunal Constitucional
Após a renúncia do Conselheiro José da Cunha Barbosa, em 3 de Julho de 2015 José Teles Pereira foi eleito Juiz Conselheiro do Tribunal Constitucional pela Assembleia da República por maioria qualificada (superior a 2/3 dos votos), conforme previsto pela Constituição, tendo a votação secreta registado 145 votos a favor, 43 votos brancos e 6 votos nulos.
Em 9 de Julho de 2015, no Palácio de Belém, foi-lhe conferida pelo Presidente da República Aníbal Cavaco Silva a posse como Juiz Conselheiro do Tribunal Constitucional para um mandato de 9 anos.